# Mark (Einheit)
Die Mark war ein dänisches Feld- und Flächenmaß, das auf den Färöer-Inseln galt.
- 1 Mark = 320 Quadratellen (dän.) = 1,26085 Ar

Die dänische Elle mit 2 Fuß Länge war 2780,54 Pariser Linien lang, was 0,6276 Meter betrug.